# Середньовічна Франція

## Політична історія

### Меровінги
Германські племена франків жили вздовж нижньої течії Рейну. На чолі кожного племені стояв свій військовий вождь. Аполінарій Сідоній (V ст..) описує франків так:

З голови на обличчя спадає їхнє руде волосся, голена потилиця сяє на сонці. У них світлі очі сіро-блакитного відтінку, і всі вони чисто поголені. Замість бороди носять рідкі вуса, за якими старанно доглядають…Чоловіки носять тісний одяг. Розважаються ж вони тим, що кидають дволезові сокири та списи на великі відстані. Кинувши спис, вони стрибками намагаються його випередити, щоб, таким чином, першими досягти ворога. Любов до війни у них закладається з дитинства.
Наприкінці V ст. серед франкських вождів виділився Хлодвіг (481—511 рр.), який був третім у династії Меровінгів, що походили від легендарного вождя Меровея — «народженого морем». Він спромігся підкорити своїй владі всіх франків. Хлодвіг був хитрим, жорстоким, обачливим, віроломним, безпринципним, вступив у союз із вождями інших племен і вирушив для завоювання Галлії, якою після загибелі Західної Римської імперії управляв колишній римський намісник. 486 року франки біля міста Суассона розгромили військо римлян і підкорили собі частину Галлії. Внаслідок цього завоювання склалася початкова територія Франкської держави.

Здобувши перемогу при Суассоні, франки серед іншої здобичі захопили дивної краси і розмірів чашу. Хлодвіг попросив віддати цю чашу йому понад належну йому частку. Воїни відповіли: «Роби все, що тобі заманеться, бо ніхто не може опиратися твоїй владі». Але один воїн підійняв бойову сокиру і розрубав чашу, сказавши: «Нічого з цього не отримаєш, крім того, що дісталося тобі за жеребом». Всі були вражені цими словами, а король приховав образу. Через рік він наказав всьому війську зібратися на військовий огляд. І ось, обходячи ряди, підійшов до цього воїна і сказав: «Ніхто не тримає у такому безладі зброю, ніж ти». Вирвавши у нього сокиру, кинув її на землю, а коли воїн нахилився, щоб підняти сокиру, король розрубав йому голову. «Так, — сказав він, — ти вчинив із чашею у Суассоні». Коли воїн помер, Хлодвіг наказав іншим розійтися по домівках, вселивши їм ще більший страх до себе. «Легенда про Суассонську чашу»
Вдаючись до підкупу, обману, зрадництва, насильства, хитрощів, підступництва, Хлодвіг знищив інших військових вождів, усіх суперників у боротьбі за владу, підкорив франкські племена та населення всієї Галлії і став королем. Хлодвіг з військового вождя одного з племен стає правителем усіх франків. За його наказом на початку VI ст.. були записані судові звичаї франків. Цей судебник отримав назву «Салічна правда», тому що до нього увійшли закони лише одного із племен — салічних (приморських) франків. Хлодвігом було введено у державі нову релігію — християнство. Сам Хлодвіг охрестився у 498 р.

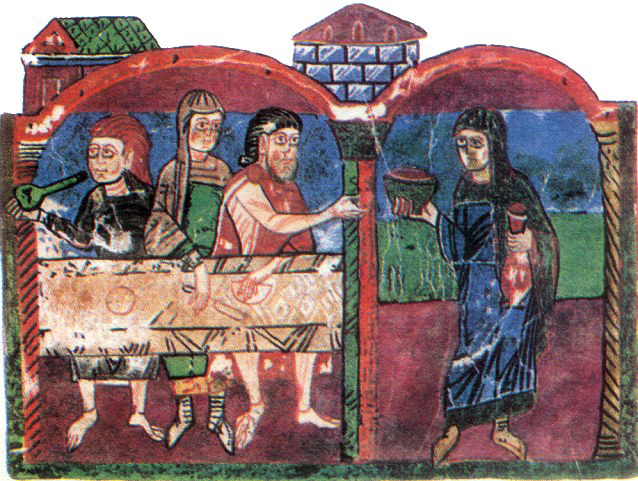
Сцена життя франкських аристократів. VI ст.

Так виникло Франкське королівство, в якому правила заснована Хлодвігом династія Меровінгів. На відміну від військового вождя король передавав владу в спадщину своїм дітям. Король зосередив у своїх руках усі функції державного управління, центром якого став королівський двір.

### Занепад влади Меровінгів
Після смерті Хлодвіга 511 року країну поділили між його чотирма синами.
Постійні військові сутички між ними послаблювали владу королів і авторитет династії Меровінгів. За останніх Меровінгів у Франкському королівстві влада фактично перейшла до майордомів. Майордоми були великими землевласниками. Вони з власної волі садили на престол або усували королів з династії Меровінгів, яких сучасники називали «лінивими королями». 732 року майордом Карл Мартел, що в перекладі означає «молот», який правив франками у 715—741 роках, у битві біля міста Пуатьє розгромив арабів, зупинивши їх просування в Європу з Піренейського півострова, який вони завоювали. Карл Мартелл зміцнив свою одноосібну владу. Перемогу здобув завдяки проведеній військовій реформі. Син Карла Мартела майордом Піпін Короткий (прозваний так за малий зріст) попросив римського папу роз'яснити, хто має бути королем франків:
- той, хто має реальну владу,
- той, хто має лише звання короля.

Таким чином при допомозі папи вирішив усунути Меровінгів і сам сісти на трон. Папа ухвалив рішення на користь Піпіна. 751 року на зборах франкської знаті у Суассоні Піпіна Короткого було проголошено королем (751—768). За це Піпін Короткий здійснив два походи проти лангобардів (754, 757), витіснив їх подалі від Рима й передав у дарунок Папі область у Римі та місто Равенну на півночі Італії. Так було започатковано Папську область — попередницю сучасного Ватикана. Останнього короля з династії Меровінгів і його сина було ув'язнено в монастирі. Піпін Короткий підкорив усе королівство франків, усунув Меровінгів від влади і започаткував нову династію, названу на честь його сина Карла Великого Каролінзького.

### Держава Каролінгів

#### Карл Великий (742—814)
Син Піпіна Короткого, прозваний Великим за невтомну діяльність зі створення могутньої, міцної та сильної централізованої держави, яка за розмірами наближалася до колишньої Західної Римської імперії. Прославився також служінням християнській церкві, покровительством культурі й просвіті. Карл мав величезний авторитет у тогочасному світі. 808 року отримав титул імператора, який повинен був піднести престиж франкського короля, бо прирівнював його до наймогутнішого правителя того часу — візантійського імператора. Багато зробив для просвітництва своєї країни. За його правління відбулося піднесення культури, що істориками було названо «Каролінзьким Відродженням». У народних переказах Карл Великий виступав як мудрий правитель, але для ворогів він був «залізним» Карлом, від яви військ якого тремтіла земля. Особистість Карла Великого була увіковічена Ейнхардом, який створив його «Життєпис». Карл Великий помер 28 січня 814 року. На його могилі в Ахені, де була його улюблена резиденція (тут теплі, цілющі джерела), зроблено напис: «У цій могилі лежить тіло Карла, великого і побожного імператора, що шляхетно збільшив королівство франків й успішно врядував сорок сім років».

#### Державне управління за Карла Великого

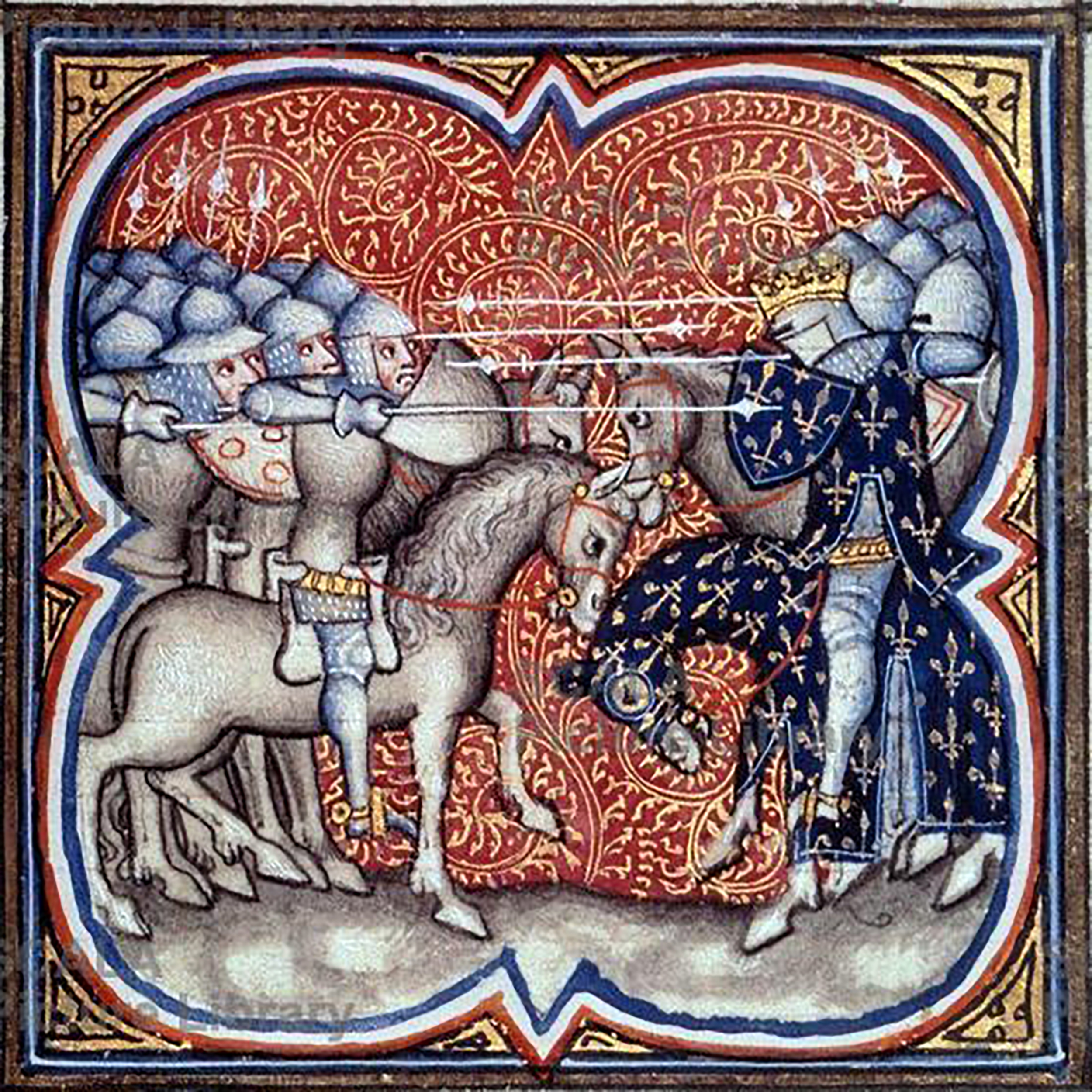
Битва під Пуатьє

Держава Карла Великого не мала столиці. Королівський двір мандрував країною. Він здійснив 53 походи у сусідні країни, 27 з яких очолював сам. Спромігся розширити свою державу у всіх напрямах.

Карл же завдяки згаданим війнам спочатку приєднав Аквітанію, Саксонію й усе від хребта Піренейських гір до річки Ібера, що …, пробігаючи найбільш родючі поля Іспанії, впадає в Балеарське море …, потім усю Італію …; потім — Саксонію, чималу складову частину Німеччини …; після цього — обидві Паннонії й розташовану на тому березі Данубія Дакію, й Істрію, і Лібурнію, і Далмацію, крім приморських міст, якими по дружбі й у силу укладеного договору Карл поступився константинопольському імператорові; нарешті, усі варварські й дикі народи, що населяють Німеччину й живуть між Рейном і Вістулою, … досить різні за вдачею й способом життя, але близькі між собою мовою. Народи ці Карл послабив настільки, що зробив своїми данниками. …

772—804 роки — саксонські війни, що тривали 30 років. Війна була тривалою і важкою. Сакси заселяли території на північний схід від франків між Рейном і Ельбою. Карл здійснив проти саксів вісім походів. Саксонію було розділено на графства. Графами призначено знатних франків і вождів саксів.
773—774 роки. На прохання Папи Римського виступив проти короля Лангобардії, який прагнув заволодіти Римом і створити сильну державу. Двічі франки переходили високі гори Альпи і вторгалися в Італію. Було розгромлено лангобардів і приєднано більшу частину Італії.
778—801 роки, Карл вів війну з іспанськими арабами. Війна з арабами була невдалою і франкам довелося відступити. Відхід франкського війська прикривав невеликий загін на чолі з племінником короля графом Роландом, який потрапив у засідку і був повністю знищений місце-вими жителями — басками. Героїчна смерть Роланда була пізніше оспівана у французькому епосі «Пісня про Роланда». Згодом Карл завоював невелику область на південь від Піренейських гір до річки Ебро.
778—803 роки. Похід проти аварів і розгром Аварського каганату. Авари-кочівники, що прийшли з Азії і проживали на землях уздовж середньої течії Дунаю, були розгромлені військами Карла і зникли з території Європи.
786—799 роки. Військовий похід до Бретані, Встановлена залежність Бретані від Карла Великого.
806—812 роки. Походи проти західнослов'янських племен (сербів, чехів, лужичан та ін,). Уклав союз зі слов'янськими племенами лютичів та ободритів. Відтоді у слов'янській мові з'явилося слово «король» від слова Карл.

#### Верденський договір
Після смерті Карла Великого 814 року за його спадщину почали сперечатися син та внуки. 843 року було підписано Верденський договір, що привів до поділу країни між трьома внуками.
- Старший — Лотар — зберігав за собою імператорський титул. Йому належала територія Італії і землі вздовж Рейну.
- Середній — Людовік Німецький — заволодів територією на схід від Рейну і на північ від Альп, яка згодом стала називатися Німеччиною.
- Молодший — Карл Лисий — отримав Західно-франкське королівство, територію майбутньої Франції.

Династія Каролінгів проіснувала до X ст. Наприкінці X ст. великі феодали Франції обрали королем графа паризького Гуго Капета. Почалася династія Капетингів, яка проіснувала до XVIII ст.

### Династія Капетингів

#### Посилення королівської влади
Упродовж Х-XI століть Франція була феодально роздробленою країною. Правителі окремих герцогств — Нормандії, Бретані, Бургундії, Шампані, Тулузького — були незалежними від короля, карбували свою монету, утримували власне військо. Королівські володіння — домени — були на той час невеликими, а влада короля слабкою. Великі феодали вважали короля «першим серед рівних» і не завжди йому підкорялися. 987 року помер останній з Каролінгів — Людовик Лінивий. Королем було обрано графа Паризького Гуго Капета, який започаткував династію Капетингів (987—1328). Рішучого удару сваволі феодалів завдав Людовик VI (1108—1137):

Він невтомно зупиняв розбої на дорогах, знищував замки зухвалих васалів, а їх самих приводив до покори. Король негайно кинув проти нього своє військо. У супроводі кліру, до якого завжди ставився він зі смиренною пошаною, попрямував король до найміцнішого замку Кресі і раптово захопив його могутньою рукою своїх воїнів або, скоріше, (рукою) Божою. Приступом взявши міцну башту, немовби вона була хатиною селянина…, їх знищив. Здобувши цю перемогу,… попрямував король до іншого замку — Ножан,… зруйнував це пекельне й злочинне місце (1115 р.) та, відпустивши невинних, винних піддав тяжкій карі.., а зруйнувавши ці прелюбодійні замки…, повернувся король до міста Ам'єна й обложив башту цього міста, в якій засів якийсь Ада, жорстокий тиран, що розорював церкви і всю округу. Тримав господар Людовик у тісній облозі цю башту майже два роки, поки не примусив оборонців здатися на його милість… Зруйнувавши цю башту, встановив він у країні солодкий мир… Відомо, що у королів довгі руки. «Про життя короля Людовика Товстого» абат Сугерія (XII ст.).

Справжньою удачею стало одруження його сина Людовика VII з Елеонорою Аквітанською. Королівський домен одразу збільшився у декілька разів. За Філіппа II Августа (1180—1223 рр.) — енергійного, рішучого, віроломного, наполегливого політика — було досягнуто значних успіхів в об'єднанні Франції. Він же узяв участь у Третьому хрестовому поході. Зміцнення королівської влади у Франції відбувалося і за внука Філіппа II Людовика IX Святого (1226—1270 рр.). Так ще за життя прозвали його за щиру побожність. Він уклав з Англією мир, яким закріпив приєднання до Франції всіх територій англійської Анжуйської династії, провів реформи внутрішнього управління.Франція поступово перетворювалася на централізовану державу, в якій влада короля поширювалася на всю територію країни й управління державою здійснювалося з центру.

#### Правління Філіппа IV Красивого
Великих успіхів в об'єднанні Франції було досягнуто за роки правління Філіппа IV Красивого, сина Людовіка IX Святого, прозваного так за гарну зовнішність (правив з 1285 р. по 1314 р.). Він був енергійним, рішучим, безцеремонним, наполегливим політиком. Данте Аліг'єрі у своїй поемі «Божественна комедія» помістив душу Філіппа IV серед найбільших грішників. Король значно розширив свої володіння, приєднавши графство Шампань і на півдні країни Наварру, продовжував воювати проти Великої Британії. Філіпп IV Красивий (1285—1314 рр.) виступив проти папи Боніфація VIII, який пригрозив йому, що відлучить від церкви за оподаткування церковних земель. Король скликав Генеральні штати — зібрання духовенства, дворян і містян усієї Франції, які висловилися проти претензій папи на втручання у внутрішні французькі справи. Король переніс папський престол з Рима у французьке місто Авіньйон і перетворив папу на свого васала. «Авіньйонський полон» пап тривав 70 років (1309—1378 рр.). У цей період усі папи були французами й обирали їх за вказівкою короля Франції. Філіпп IV здобув у сучасників славу фальшивомонетника. Зіпсував королівську монету, замінивши в ній частину золота дешевим металом. Свої борги король сплачував знеціненою монетою, а вимагав, щоб до скарбниці вносили повноцінні гроші.

### Династія Валуа

#### Столітня війна
У 1328 р. припинилася династія Капетінгів, бо останній Капетінг Карл IV не залишив спадкоємців. На престол став Філіпп VI Валуа, якого обрала знать. Англійський король Едуард III був близьким родичем померлого короля і пред'явив свої претензії на престол. Він оголосив себе королем Великої Британії і Франції.Усе це призвело до Столітньої війни між Великою Британією і Францією, що тривала з перервами з 1337 р. по 1453 р.

##### Перебіг Столітньої війни

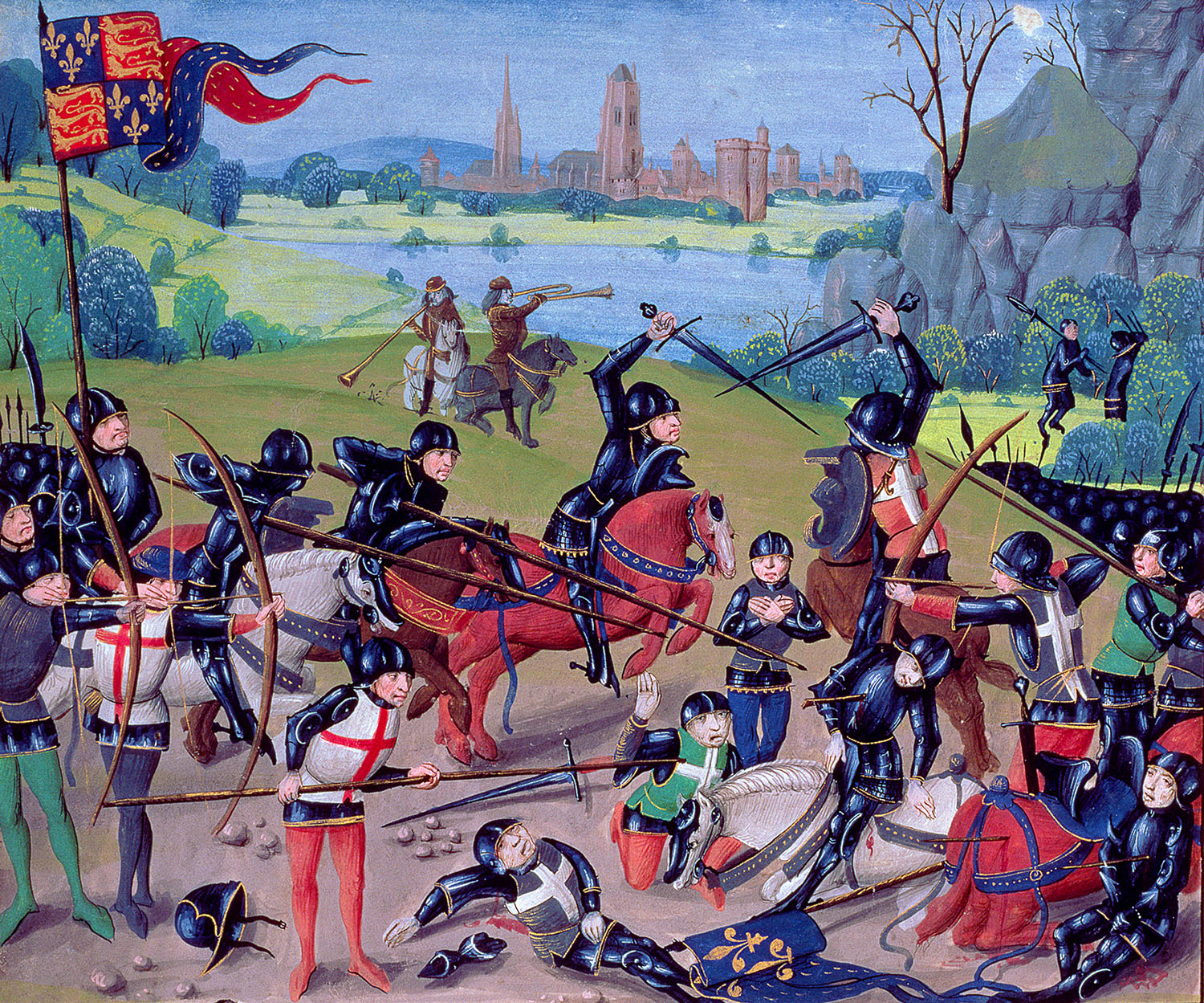
Битва під Азенкуром.

1340 р. Англійський флот розгромив французів у морській битві біля Сльойса (біля узбережжя Фландрії). В 1346 році відбулась битва при Кресі, у якій французька лицарська кіннота зазнала поразки. Втрати французів склали майже 1500 лицарів. Англійці одержали перемогу завдяки вдалому вибору оборонної позиції, високій дисципліні й ефективній зброї — довгому англійському луку. Перемога англійців підійняла їх бойовий дух. В 1347 році англійський король Едуард III захопив порт Кале, який на довгі роки став опорним пунктом англійців на території Франції.В 1356 році відбулась битва біля Пуатьє. Французьке військо зазнало поразки; було захоплено в полон короля і знатних феодалів. На півночі і півдні країни хазяйнували загарбники, які пограбували ці райони.1360 р. між Францією і Великою Британією укладено мир. Франція змушена була погодитися на тяжкі умови миру:
- Велика Британія одержала великі території на південному заході Франції;
- на півночі Велика Британія одержала порт Кале. Франція за Карла V після укладення миру готувалася до війни. Було проведено військову реформу. 1369 р. Франція відновила війну.

1415 р. Битва при Азенкурі, в якій перемогу здобули англійці. Англійці захопили всю північну частину Франції і увійшли до Парижу. 1422 р. на бік англійців перейшов могутній герцог Бургундії. Королем Франції було проголошено малолітнього Генріха VI. 1428 р. Англійці обложили Орлеан, що відкривав шлях для просування на південь країни. Це був останній оплот у центрі країни.

##### Народні повстання

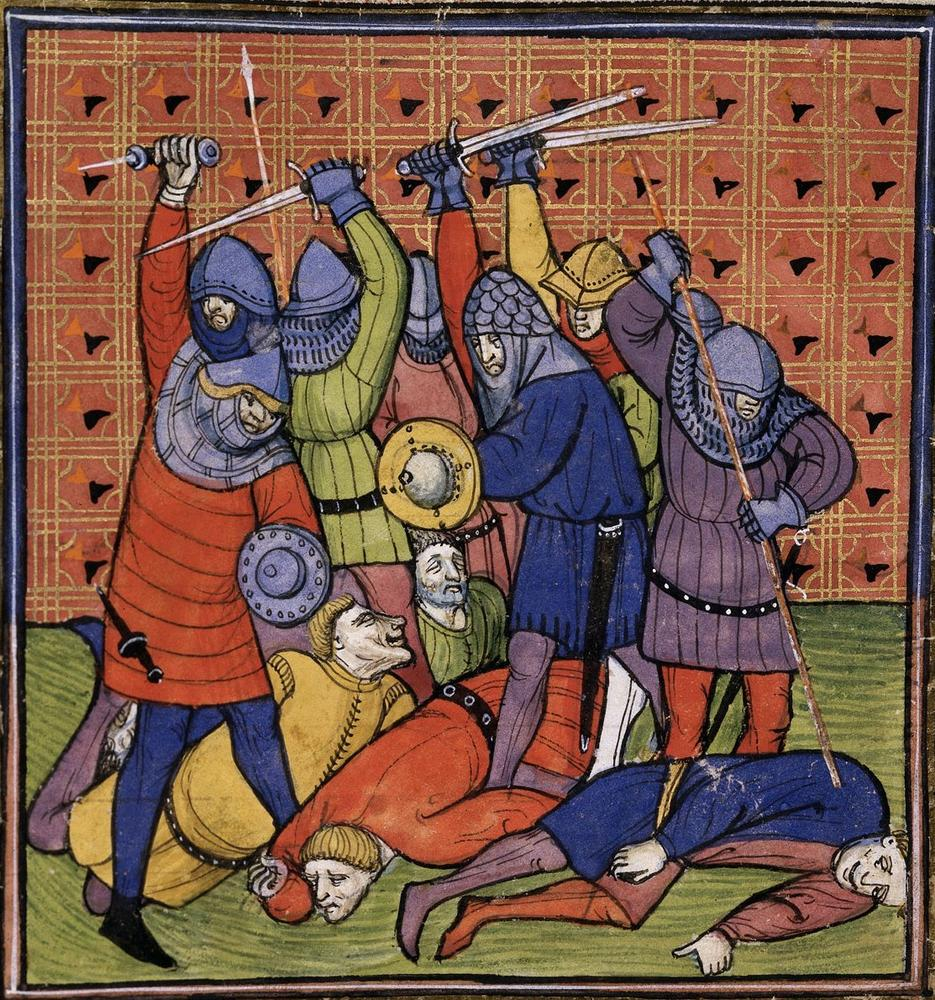
Розправа над повстанцями.

У Парижі неодноразово виникали заколоти і повстання. У провінціях виникло велике селянське повстання — Жакерія (1358 р.). Приводом до повстання стали події 28 травня 1358 р., коли банда найманців намагалася пограбувати одне село в провінції Бовезі на північному сході Франції. Селяни дали відсіч грабіжникам, убивши чотирьох лицарів і п'ятеро зброєносців, а потім спалили замок місцевого феодала, який їх не захистив. Селяни почали озброюватися. Через кілька днів повстання охопило велику територію. Повстання очолив колишній солдат Гільйом Каль. Селяни нападали на замки феодалів, спалювали їх, викрадали скот, знищували документи, в яких були записані їхні повинності. Однак повстання зазнало поразки.

##### Подвиг Жанни д'Арк
Продовжувалася Столітня війна. Становище Франції було важким. Вона перебувала на краю загибелі, їй загрожувала втрата державної незалежності. Більша частина території зайнята ворогом. У такий важкий для Франції час з'являється Жанна д'Арк — сільська дівчина з села Домремі, яка з болем сприймала приниження національного почуття французького народу і добилася від Карла(спадкоємця престолу) виділення їй загону лицарів, який виступив на допомогу обложеному Орлеану. 
|  | Якщо ви, королю Англії, не вчините так, то я беру на себе керівництво війною і, хоч де наздогнала ваших людей у Франції, я змушу їх піти волею або неволею; якщо вони відмовляться коритися, я всіх їх знищу, якщо ж погодяться — помилую їх. Я послана сюди Богом, небесним королем, як його заступниця, щоб вигнати вас зі всієї Франції. «Лист Жанни д'Арк англійському королю» |

Жанна д'Арк

Поява молодої дівчини в лицарських обладунках цілковито змінила стан у війську. Вона не знала військової справи, а військо, яке очолила, починало здобувати перемоги. У війську встановився порядок і дисципліна. Сучасники називали це чудом; французи вважали це втручанням Бога, а англійці — диявола. Жанна д'Арк перетворилася на символ національного визволення. Вершиною її слави стало звільнення у 1429 р. Орлеана і чимало перемог французької армії, завдяки яким відбулася коронація Карла в Реймсі. Після коронації король вирішив нагородити дівчину. Але вона не хотіла ні почестей, ні звань, ні нагород, а лише попросила звільнити її рідне село Домремі від повинностей і податків. У 1430 р. Жанну захопили в полон бургундці і продали англійцям за 10 тисяч золотих, а ті передали її судові інквізиції як відьму. Не було зроблено жодної спроби, щоб викупити її з полону чи обміняти на одного з полонених англійських полководців. Дівчину тримали в залізній клітці, прикуту залізними ланцюгами. На допитах вона поводилась мужньо. Суд інквізиції звинуватив її у чаклунстві і засудив до страти. 30 травня 1431 р. Жанну було спалено на багатті у місті Руані. У 1456 р. папа римський визнав Жанну невинно засудженою. Французи після спалення Жанни почали поклонятися їй як святій мучениці.

### Об'єднання Франції
Перемога у Столітній війні сприяла об'єднанню Франції. За правління Людовика XI (1461—1483 рр.) посилилася боротьба короля з герцогом Бургундським Карлом Сміливим, яка тривала 12 років і закінчилася загибеллю герцога Бургундського та приєднанням значної частини його володінь до володінь короля. Людовик XI діяв підступно, обдурював своїх супротивників, порушував дане слово, не шкодував грошей для підкупу сильних ворогів, намагався посварити ворогів між собою. За це сучасники прозвали його «всесвітнім павуком». За його правління наприкінці XV ст. відбувається завершення об'єднання Франції. У Франції склалася централізована держава

### Реформація і громадянська війна у Франції

#### Королівська влада
На початку XVI ст. Франція була великою централізованою державою з чисельністю населення 15 млн душ. Історія Французького королівства за Карла V (1483—1498), Людовика XII (1498—1515), Франциска І (1515—1547) — це історія створення абсолютної монархії: Генеральні штати перестали скликатися, королі мали у своєму розпорядженні велику армію, все управління країни зосереджувалось у королівській раді, але найважливіші справи вирішувались у вузькому колі прибічників королів. Головна опора королівської влади — середнє і дрібне дворянство.

#### Причини громадянських воєн
У 1562—1598 рр. Франція поринула у громадянські (релігійні) війни. Це була боротьба між двома угрупованнями феодалів за владу в державі. Великі феодали намагалися повернути свою колишню могутність і навіть піднятися над королівською владою. У Франції поширювалися протестантських ідеї, розгорнулась боротьба між католиками і гугенотами. На півдні Франції було утворено кальвіністський табір на чолі з Бурбонами:Антуан Бурбонський, Генріх Наваррський, адмірал де Коліньї. У північно-східній та середній частині Франції феодальна знать і дворянство підтримувало католицький табір, що його очолювали герцоги Гізи: Франсуа де Гіз — головнокомандувач королівської армії, Карл Гіз — кардинал Лотаринзький, який мав великий вплив при дворі.

#### Обстановка при королівському дворі
Королем Франції у середині XVI ст. був Карл IX, якому ледве виповнилося 15 років. При дворі точилася запекла боротьба між прихильниками Гізів і прихильниками Бурбонів, які в особі Антуана Бурбона були опікунами малолітнього короля. Двір потерпав від безперервних інтриг, організатором та учасником яких була мати Карла IX Катерина Медічі.

#### Початок релігійних воєн
У березні 1562 р. Франсуа Гіз з своїм загоном солдатів у містечку Вассі напав на гугенотів, що співали свої релігійні гімни у молитовному домі. Було вбито 23 і поранено близько 100 осіб. Розправи з кальвіністами почались і в інших містах Франції. У відповідь на ці події протестанти почали озброюватися. Фактично у країні почалася громадянська війна. Від самого початку вона ускладнилася втручанням інших держав. Гугенотів підтримала Англія і протестантські князі Німеччини, а Гізів — король Іспанії. У першому періоді громадянських воєн було три війни між ворожими сторонами.
Війни закінчилися укладенням Сен-Жерменського перемир'я, за яким:
1. Протестантське богослужіння було допущено по всьому королівству.
2. Протестантам було дозволено обіймати державні посади.
3. Протестантам було залишено чотири фортеці.

#### Варфоломіївська ніч (24 серпня 1572р.)
Було зроблено спробу примирити ворожі сторони через одруження Генріха Бурбона (вождя гугенотів) із сестрою короля-католика Карла IX Маргаритою Валуа. На весілля до Парижа з'їхалася гугенотська аристократія та багато дворян-гугенотів із південних провінцій. Будинки гугенотів напередодні потайки позначили білими хрестами. В ніч проти 24 серпня 1572 р., напередодні свята св. Варфоломія, вдарили на сполох у дзвони. За цим сигналом почалося масове винищення гугенотів, яких захоплювали зненацька. Лише в Парижі було вбито до 2 тис. осіб. Вбивали не тільки гугенотських дворян, що приїхали на весілля, а й багатьох паризьких буржуа, яких підозрювали у симпатіях до гугенотів. Подібні розправи відбувались і в інших містах. Було вбито понад 30 тис., осіб.

#### Другий період воєн (1572—1576)
Війна після подій Варфоломіївської ночі спалахнула з новою силою. 1573 р. гугеноти проголосили про створення на півдні Франції своєї республіки — Конфедерації на чолі з Генріхом Наваррським. Це була держава міст і дворян півдня країни з органами влади, фінансами, армією. У 1574 р. помирає Карл IX. Влада перейшла до його брата Генріха III. Самозакоханий, легковажний, він швидко втрачав свою владу і королівський авторитет. Генріх III не мав наступників престолу, а тому після його смерті на престол мав зійти його родич Генріх Наваррський. Цього не хотіли допустити Гізи, які вирішили створити самостійну організацію — Католицьку лігу (1574 р.). Через цю організацію Генріх де Гіз розраховував реалізувати свої амбіції на престол. Але король оголосив себе зверхником Католицької ліги, яку відтоді називали Королівською лігою. Це не входило у плани Гізів та їхніх прихильників. 1585 р. Вони створили Паризьку лігу, яка на півночі Франції фактично стала в опозицію до короля. 1588 р. король вирішив розправитися з Гізами. Братів Гізів було вбито. У відповідь прихильники Гізів убили короля Генріха III (закололи кинджалом). Громадянські війни у Франції призвели до великої розрухи. Розорена грабунками, що їх чинили обидві армії, країна переживала господарський занепад і великий голод. Вище дворянство, багаті вельможі, що обіймали посади губернаторів, почали поводити себе незалежно від центру. Король Іспанії Філіп II готувався посадити на французький престол свою людину. Його наміри підтримував папа римський. Для дворян, буржуазії Франції стало зрозуміло, що потрібна сильна королівська влада, яка не допустила б іспанської інтервенції, що загрожувала самостійності держави, і змогла б навести лад у країні.

### Франція при Бурбонах. Формування абсолютної монархії

#### Завершення громадянських воєн
Дворяни, «люди мантії», буржуазія погодилися визнати гугенота Генріха IV королем, якщо він повернеться до католицизму. 1594 р. Генріх IV перейшов у католицизм, коронувався і вступив до Парижа, не зустрівши ніякого опору. Розумний, хитрий, далекоглядний політик насамперед подбав про те, щоби примирити ворожі сторони та досягти миру і спокою у Франції. Здобути прихильність католицьких вельмож він зумів, надаючи їм різні привілеї, високі пенсії, численні подарунки. Водночас король не обминав увагою і своїх колишніх союзників — гугенотів. Така політика Генріха IV сприяла припиненню громадянських воєн у Франції (їх було 8).

#### Нантський едикт (указ) (1598)
Нантський едикт (указ) 1598 року короля врегульовував «релігійні питання».
1. Католицька релігія визнавалась у Франції панівною.
2. Всюди в країні відновлювалося католицьке богослужіння.
3. Католицькому духовенству поверталися його попередні права і майно.
4. Поряд із католицизмом допускалося сповідування кальвіністської релігії.
5. Протестантська відправа заборонялася в Парижі та деяких інших містах.
6. Протестантам дозволялося користуватися всіма правами та обіймати державні посади нарівні з католиками.
7. Протестанти мали право при королівському дворі мати своїх представників для зносин з королем.
8. Протестантам були залишені їх фортеці на півдні країни.[12]

#### Генріх IV, Людовик XIII та кардинал де Рішельє
|  |
|  |

Правління Генріха IV було періодом подальшого зміцнення абсолютизму. Король спирався на дворянство, захищаючи його привілеї. Він проводив політику і в інтересах буржуазії, користуючись її підтримкою. Генріх IV намагався скоротити державні видатки. Економія державних видатків здійснювалася першим міністром Сюллі. За 16 років свого правління Генріх IV жодного разу не скликав збори Генеральних штатів. Утвердилися бюрократизм і централізація влади. Чиновники домоглися юридичного закріплення за ними спадкового права на державні посади. У зовнішній політиці король керувався принципом «державного інтересу» і не зважав на релігію. Тому він прагнув до ослаблення Іспанії та австрійських Габсбургів і підтримував німецьких протестантських князів. Був убитий фанатиком-католиком, що було помстою за Нантський едикт і антиіспанську політику. Після смерті Генріха IV королівська влада дещо ослабла, оскільки Людовик XIII був малолітнім. У 1614—1642 році розпочалась нова громадянська війна, ініційована феодальною аристократією. Зміцненням абсолютизму зайнявся перший міністр Людовика XIII кардинал де Рішельє. Щоб ослабити самостійність місцевих властей, де Рішельє посилав до провінцій намісників, які мали великі повноваження. Посади чиновників не продавалися, а призначалися королем, тому чиновники залежали від центральної влади і могли бути відкликані. Кардинал жорстоко придушував будь-який виступ вельмож чи принців, знищив політичну незалежність гугенотів. У своєму «Політичному заповіті» де Рішельє заявив, що: 
|  | "Батіг, який є символом правосуддя, ніколи не повинен залишатися без діла" |

.
За де Рішельє було закладено основи необмеженої влади короля. Франція увійшла в епоху абсолютної монархії.

## Держава і суспільство у Середньовічній Франції

### Суспільне життя
Франція V- сер. XVII століття була феодальною державою. Упродовж IX—X століть у Франції панував період феодальної роздробленості. Феодали мали власність на землю та владу над селянами. Селяни мали своє господарство і були прикріплені до землі. Панувало натуральне господарство, коли все необхідне для життя вироблялося у феодальному маєтку, нічого не куплялося і не продавалося. Існували феодальні повинності — оброк, коли залежні селяни віддавали феодалові частину врожаю, і панщина, коли залежні селяни працювали на нього. 
|  | <...> Вони зобов'язані панщиною. <...> Віллани повинні жати хліб, збирати й зв'язувати його в снопи, складати скиртами серед поля й відвозити негайно до комор. <...> Із Поеми про версонських вілланів Есту Легоза |

.Сільськогосподарська техніка мала низький рівень розвитку. Привілейованими станами, які не платили податків були: духовенство та дворянство.Третій стан складали багаті містяни, буржуазія, селяни, ремісники, робітники, міська біднота. Вони були платниками податків. Формується станова монархія.У Франції права людини в суспільстві визначалися не її багатством чи власними здібностями, а знатністю походження та близькістю до короля. Розорені французькі селяни поповнювали ряди найманих робітників. Тим часом багаті містяни, буржуазія купували у держави судово-адміністративні посади. Разом із посадами ставали дворянами. Буржуазія скуповувала дворянські помістя з титулами і селянські наділи. Але вона не заводила великих господарств, а здавала землю невеликими ділянками в оренду. Таким чином виникло нове дворянство -«люди мантії». То були вихідці з буржуазії, які купили дворянські звання. Феодальне дворянство, яке були на службі у війську короля почало називатись «люди шпаги». XVI ст. У Франції почав розвиватися капіталізм. Але виробництво у Франції аж до другої половини XVIII ст. продовжувало базуватися на ремеслі.

### Міста
Перші середньовічні міста з'явились на півдні Франції, оскільки тут були міські традиції та тісні торговельні зв'язки з Візантією та країнами Сходу. Більшість міст належали сеньйору. Міське населення називали буржуа. Париж на той час був одним із найбільших міст світу, налічував 100 тис. мешканців. Місто було прямокутним чи круглим у плані й займало кілька гектарів; навколишній ландшафт використовувався для додаткового захисту. Його центром був собор із дзвіницею. За стилем життя місто було скоріше «великим селом». Ось який вигляд мали середньовічні міста (за Л. Февром):

«Місто оточують зубчасті стіни з круглими вежами. Уторована, вибита дорога веде до вузьких воріт, до звідного мосту; удень і вночі їх охороняє сторожа. Праворуч — грубо збитий хрест. Навпроти, на узвишші, — монументальна шибениця (предмет гордості містян), на якій догнивають тіла повішених. <…>3а міською брамою починається вулиця, прокладена примхливо й недбало, зі стічним ровом посередині проїжджої частини, зі смердючою гноївкою, яка витікає з відхожих місць, у непролазній багнюці, коли дощить, ані проїхати, ані пройти, а коли припікає сонце, здіймається така пилюка, що немає чим дихати».

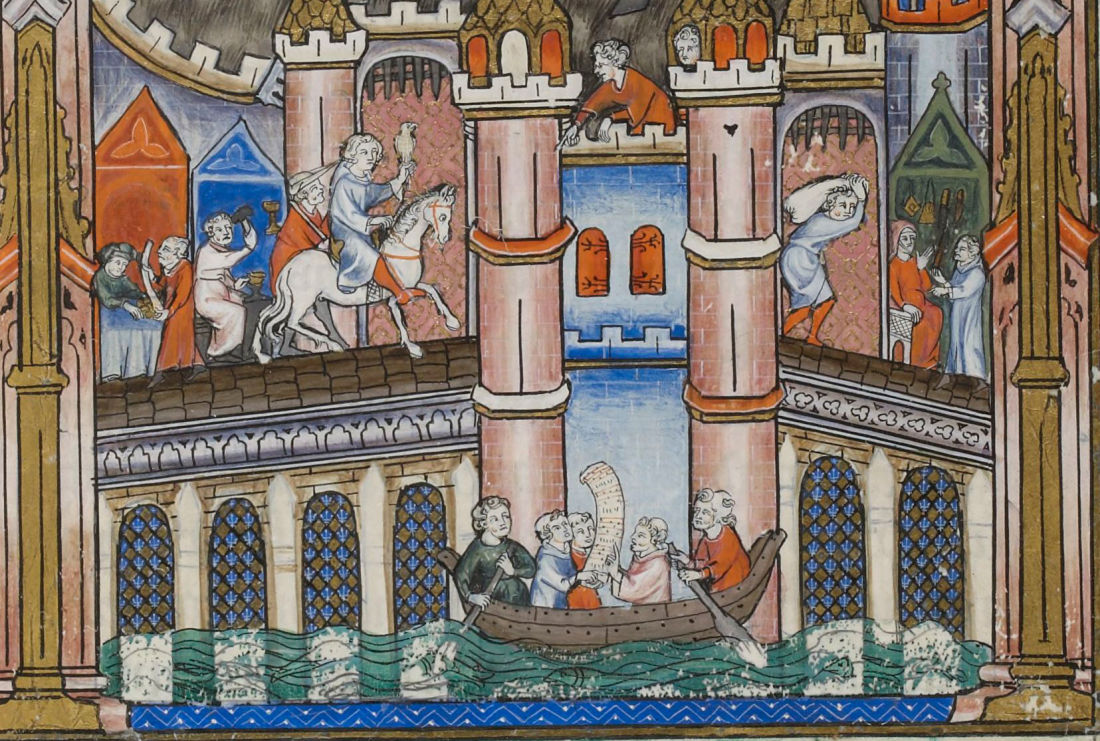
Париж XIV ст.

Відомо, що наприкінці XII ст. французький король Філіп II Август, відчинивши якось вікно, знепритомнів від смороду з паризьких вулиць. Після цього випадку король наказав викласти дороги бруківкою. Ряд французьких міст отримали Магдебурзьке право.

### Право і суд
Одним із найбільш ранніх судових документів стародавніх германців є «Салічна правда», складена за наказом Хлодвіга:
|  | Титул X. Про крадіжку рабів. § 1. Якщо хто вкраде раба, коня або запряжну тварину, засуджується до сплати 1200 динаріїв, що становить 30 солідів.Титул XIII. Про викрадення вільних. § 1. Якщо три чоловіки ви крадуть вільну дівчину, вони зобов'язані сплатити по 30 солідів кожний. ... |

До Х ст. у Франції практично перестали діяти Салічна правда і інші варварські звичаї. На зміну їм в умовах феодальної роздрібленості прийшли територіальні правові кутюми окремих регіонів, сеньйорів і навіть громад. За Карла Великого було видано низку законів — капітуляріїв (збірок указів). Наступники Карла Великого видавали ордонанси. З середини XII ст. з посиленням королівської влади зростає значення королівського суду. Поступово суд стає становим, бо кожний суспільний стан (духовенство, дворяни, містяни) мав свій суд. Селян судили феодали або призначені ними судді. За законом феодал мав право садити селянина в тюрму, тримати роками в сирому підземеллі, піддавати тортурам або прирікати їх на голодну смерть. З утримання селян у тюрмі довгий час не було жодних нормативних документів, тому існували нелюдські умови для в'язнів. Верховна судова влада належала королю. Якщо справа була заплутана, то король звертався до «Божого суду». Для лицарів це був поєдинок між ними, бо вважалося, що Бог сприятиме одержанню перемоги невинному.

## Економіка середньовічної Франції
Середньовічні міста були центрами ремесла. Ознаками ремісничого виробництва були:
1. Дрібне виробництво.
2. Ручна праця.
3. Виготовлення речей на замовлення або на продаж, а не для себе.
4. Великий виробничий досвід ремісників.
5. Майстру належить майстерня з усіма знаряддями праці і пристосуваннями.
6. Майстер не тільки господар, а й робітник у своїй майстерні.
7. Над виготовленням кожної речі він працював від початку і до кінця.
8. Майстрові допомагали у роботі підмайстри й учні, які вивчали ремесло.[12]

Різноманітні вироби, що їх продавали в містах, виготовлялися в невеликих майстернях ремісників, у яких не було машин. Усе робилося вручну за допомогою найпростіших знарядь праці. Ремісники об'єднувались у цехи. Учні в майстерні навчалися від двох до восьми років. Вони навчалися ремесла, допомагали по господарству в будинку майстра. Для того, щоб стати ремісниками учні майстра повинні були на власний кошт виготовити шедевр. XVI ст. У Франції почав розвиватися капіталізм. Виникали мануфактури. Виробництво у Франції аж до другої половини XVIII ст. продовжувало базуватися на ремеслі. Проте з часом виникають мануфактури, переважно у текстильному виробництві:
- лляні,
- полотняні, з виробництва предметів розкоші — шовку, оксамиту, атласу, парчі.

Розвивалися й інші галузі виробництва:
- фаянсові вироби,
- вироби художнього скла,
- гірничодобувна,
- металургійна промисловість,
- друкарська справа, кораблебудування.[12]

На базі виникнення мануфактур почала складатися спеціалізація окремих областей країни у виробництві певних товарів, що вело до розвитку внутрішньої торгівлі. Цьому сприяли такі чинники:
1. У багатьох містах Франції не було цехів, тому вони не стояли на перешкоді розвитку мануфактур.
2. Французький абсолютизм допомагав розвиткові капіталістичних мануфактур: запроваджувалися мита на ввіз товарів у Францію і зовсім не було мита на вивіз готових виробів.
3. Королівський уряд сприяв розвиткові внутрішньої торгівлі:

- за період з 1489 р. по 1515 р. було відкрито близько 400 ярмарків і ринків;
- зверталася увага на будівництво шляхів;
- було запроваджено єдину міру — лікоть, якою повинні були користуватися всі торговці;
- у м. Ліоні було створено банк (1544 р.);
- Ліон з його ярмарками став у XVI ст. одним із центрів європейської торгівлі;
- міста Марсель, Бордо стали великими морськими портами.

Проте, Франція була сільськогосподарською країною, де проживало 9/10 населення, зайнятого в сільському господарстві, міста, за винятком Парижа, де проживало близько 300 тис. жителів, були невеликими, їхні промисловість і торгівля мали менше значення, ніж сільське господарство.

## Культура Середньовічної Франції
Раннє Середньовіччя називають «темними віками». Основою середньовічної культури стало поєднання античної спадщини та варварських традицій на основі християнства.

### «Каролінзьке Відродження»

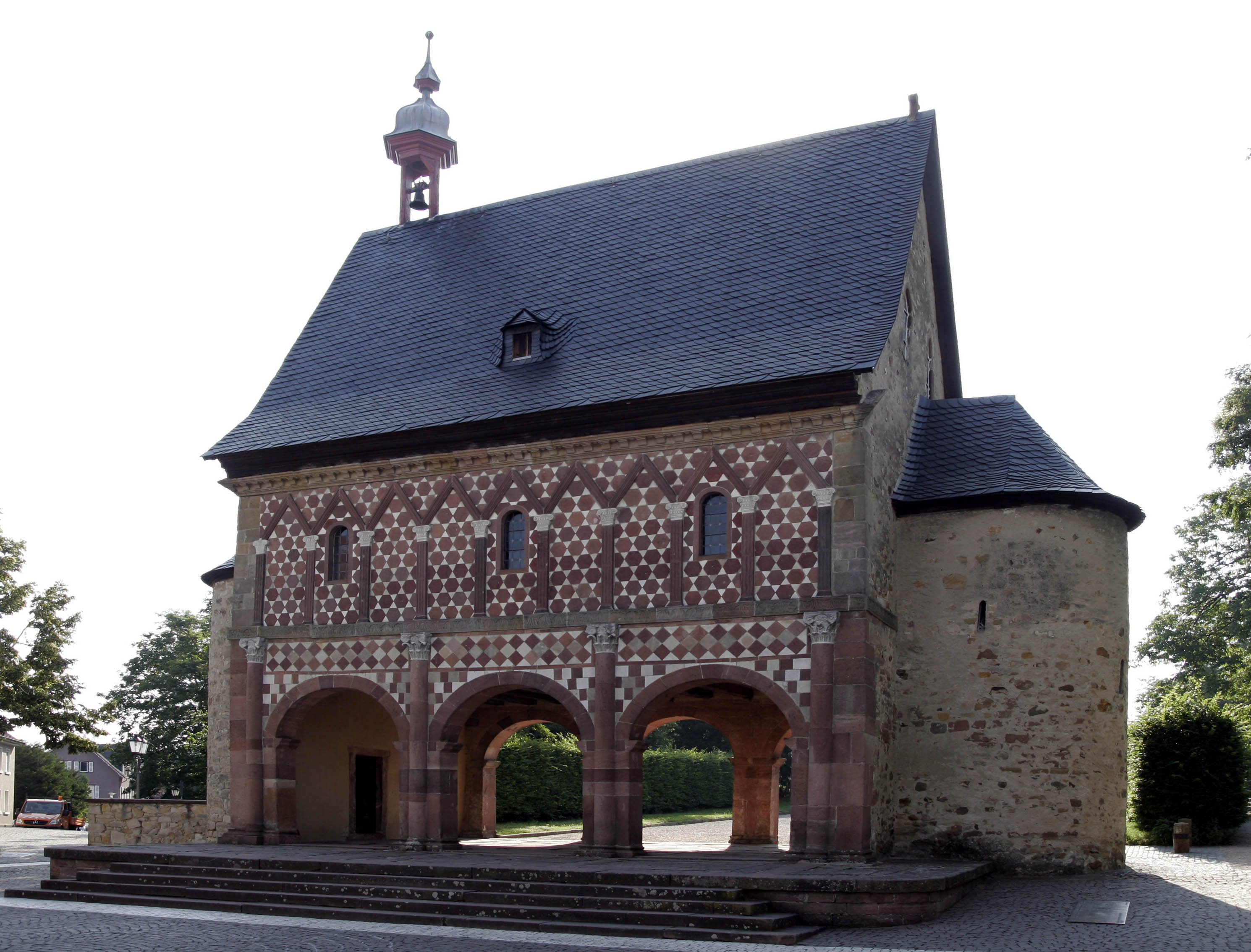
Монастирська брама в Лорше

Культурне піднесення Франції відбулось в державі Карла Великого. Воно ввійшло в історію під назвою «Каролінзьке Відродження», яке згасло після смерті його ініціатора й натхненника. За Карла Великого:
- Розроблено єдиний канонічний текст Біблії.
- Уніфіковано літургію (богослужіння).
- У «Капітулярії про науки» велено відкривати школи для дітей при всіх монастирях.
- Удосконалено каліграфію для покращання оформлення книг, так званий каролінзький мінускул став основою для типографських шрифтів.
- Центром просвітництва стала придворна академія в Ахені, викладали найосвіченіші люди Європи.
- Розквітла церковна архітектура, найвідоміші пам'ятки — Ахоська каплиця, монастирська брама в Лорше[5].

Видатні представники: Алкуїн— філософ і богослов, закликав цінувати не тільки богослов'я, а й «людські науки», навчати дітей.
Рабан Мавр — учень Алкуїна, упорядник енциклопедії. Павло Диякон — написав «Історію лангобардів». Ейнгард — автор «Життєпису Карла Великого»

### Схоластика
- Докладніше: П'єр Абеляр

Середньовічна філософія осмислювала світ за допомогою релігійних понять і зосереджувалася на проблемі взаємозв'язків між богом, людиною і світом. У XI ст. з'являється схоластика. Одним з перших схоластів був П'єр Абеляр, який запровадив правило: «Пізнаю те, у що вірю».

### Освіта
Система освіти значною мірою запозичена в античності.

#### Шкільна освіта

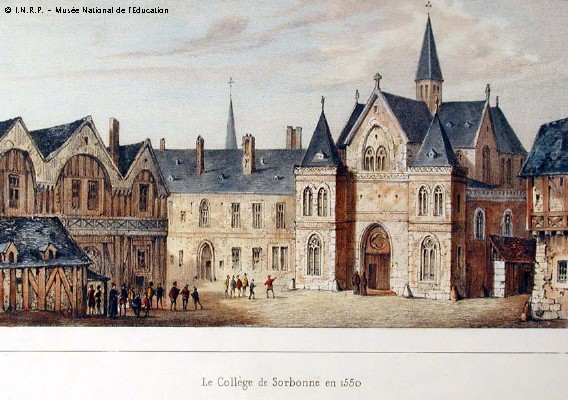
Сорбонна

Будувалася на так званих «семи вільних мистецтвах»  — трівіумі і квадрівіумі. Трівіум («три шляхи») був початковим етапом і складався з граматики, риторики та діалектики (логіка|логіки), квадрівіум («чотири шляхи») набув поширення з XIII ст. і включав арифметику, геометрію, астрономію, музику. Середньовічні школи були монастирськими, кафедральними (при міських соборах) і парафіяльними. З розвитком міст відкривалися світські школи. Мандрівних школярів нецерковних шкіл називали «голіардами» (вагантами). «Останнім вагантом» називають французького поета XV ст. Франсуа Війона.

#### Вища школа
3 розвитком міської культури кафедральні школи перетворювалися на університети. У XII ст. в Парижі було відкрито перший університет. У 1253—1257 роках в Парижі було засновано коледж Сорбонну (Sorbonne) .

#### Бібліотеки
Читальні зали в XV ст. працювали лише в Сорбонні та бібліотеках домініканських монастирів. Перші публічні бібліотеки відкрилися в XV ст. у великих містах, комплектувалися з подарованих або переданих за заповітом книжок.

### Героїчний епос
У період розквіту Середньовіччя з народних пісень і сказань про подвиги героїв складали епічні поеми, їх виконували під звуки арфи чи віоли (маленької скрипки). До наших днів дійшло близько 100 французьких поем. Найвидатніша з них «Пісня про Роланда» — героїчна поема про війну християн проти мусульман. Головний герой — граф Роланд — доблесний, сміливий, мужній, хоробрий, великодушний і благородний лицар, який здійснює казкові подвиги і гине у завойовницькому поході Карла Великого в Іспанію.

### Лицарська культура
Лицарська культура — це явище в середньовічному суспільстві, яке визначалося поняттям станової честі, лицарським побутом, правилами кодексу, стилем і способом життя лицаря, його світоглядом і духовністю. З XI до XIV ст. розвивається і досягає розквіту лицарська література. Був створений образ лицаря — мужнього великодушного, доброго. Його зображали не лише сильним і сміливим, а й справедливим і чесним, який ніколи не порушував свого слова і був готовий заступитися за слабких і ображених. Поети-лицарі складали вірші, створювали віршовані романи й поеми про воєнні походи. В Західній Європі широкого поширення набула лицарська поезія, пов'язана з музикою. Головна тема поезії — лицарське служіння Музі Серця, заради якої лицар наражався на всяку небезпеку. На півдні Франції таких поетів називали трубадурами. Відомим поетом Франції був Бертран де Борн, який чимало поем присвятив коханню, війнам, боям, походам. Пишучи канцони, здобуває популярність Бернард де Вентадорн. Не зовсім звичайною фігурою серед куртуазних поетів був провансальський трубадур Маркабрюн. Ще одним провансальським трубадуром був Джауфре Рюдель (Jaufre Rudel) (1113—1170). Джауфре Рюдель був знатною людиною — князем Блаї, брав участь у Другому хрестовому поході. З його іменем пов'язана легенда про високе кохання до графині Гольдерни Тріполітанської, яку він не бачив, але склав і її честь вірші про кохання.

### Міська культура
Із розвитком міст почала складатися міська література, тісно пов'язана з народною творчістю. У розповідях міських письменників звеличується винахідливість простої людини, висміюється жадібність міських багачів, лицемірство монахів, грубість лицарів. Яскравим виявленням міської культури є поема «Роман про Ренара». Уявлення містян про життя відображено в усній народній творчості: піснях, казках, баладах комічного чи сатиричного характеру — «фабльо». Найпопулярнішими жанрами міської літератури були короткі оповідання. До міської літератури належать і вірші бродяг-школярів, які кочували від школи до школи в пошуках найкращих викладачів. Яскравим виявом міської культури була творчість жонглерів-фокусників, акробатів, акторів, музикантів. Без жонглерів не відбувалося жодного весілля чи ярмарку.

### Архітектура і мистецтво

#### Каролінзьке Відродження
З 768 по 814 роки було побудовано приблизно 27 соборів, 232 собори, 65 палацевих ансамблів. Прикладом каролінзького стилю є замок Блуа, збудований у IX столітті, замок Шинон (X ст..)

Каролінзьке Відродження
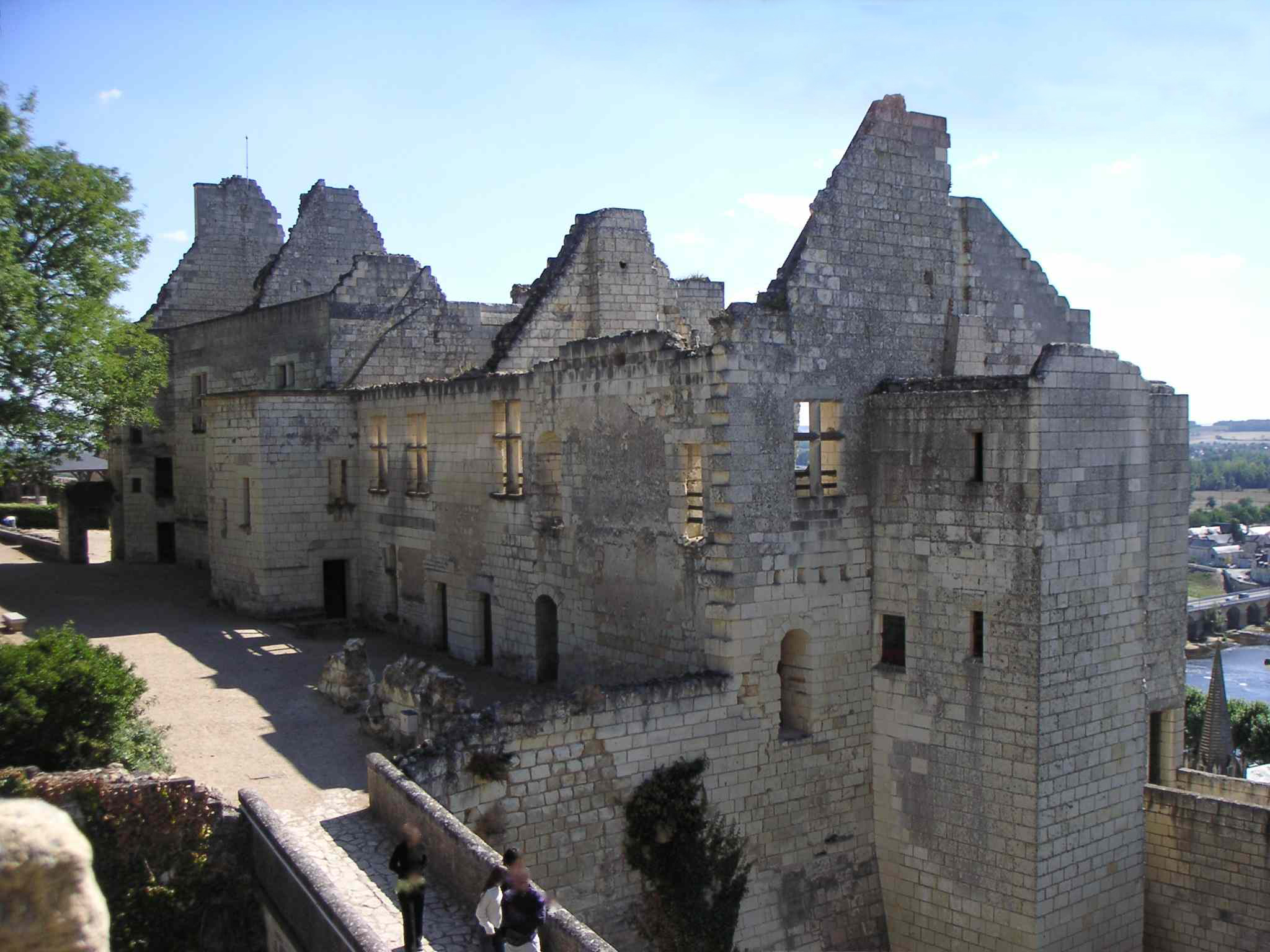
Замок Шинон. Вид на королівський покій
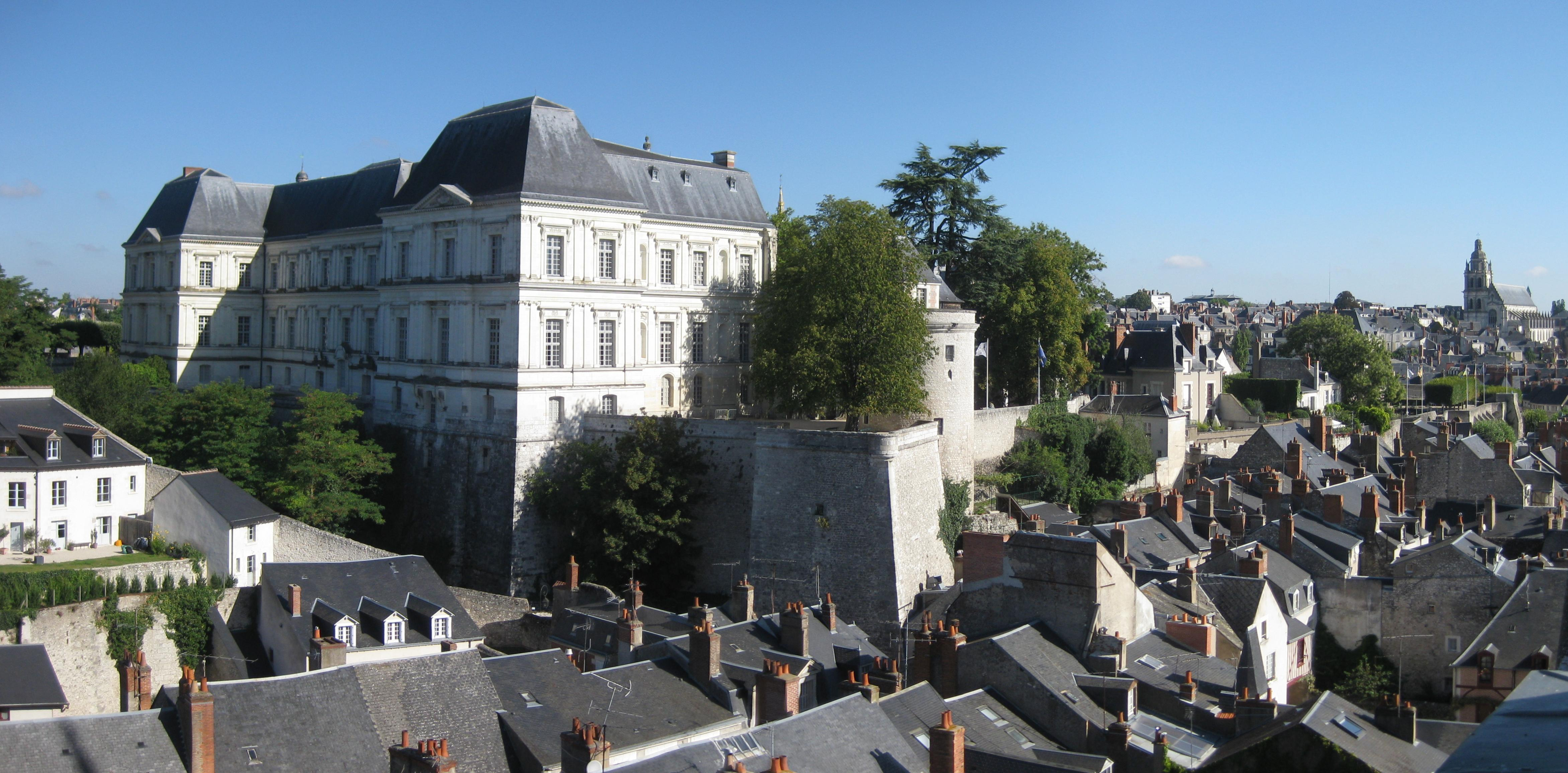
Замок Блуа

#### Романський стиль
У середньовічній архітектурі переважали два види кам'яних будівель — церкви і замки. Неміцні плоскі дерев'яні перекриття замінювали кам'яними склепіннями, які могли витримати тільки товсті стіни. Споруди XI—XII ст. в Західній Європі називали романськими, бо тогочасні будівельники багато запозичили від архітектури стародавніх римлян. Вони створювалися в період феодальної роздробленості і могутності католицької церкви. Яскравими прикладами є Пріорат Серрабони та Церква Нотр-Дам-ля-Гранд в Пуатьє.

Романський стиль
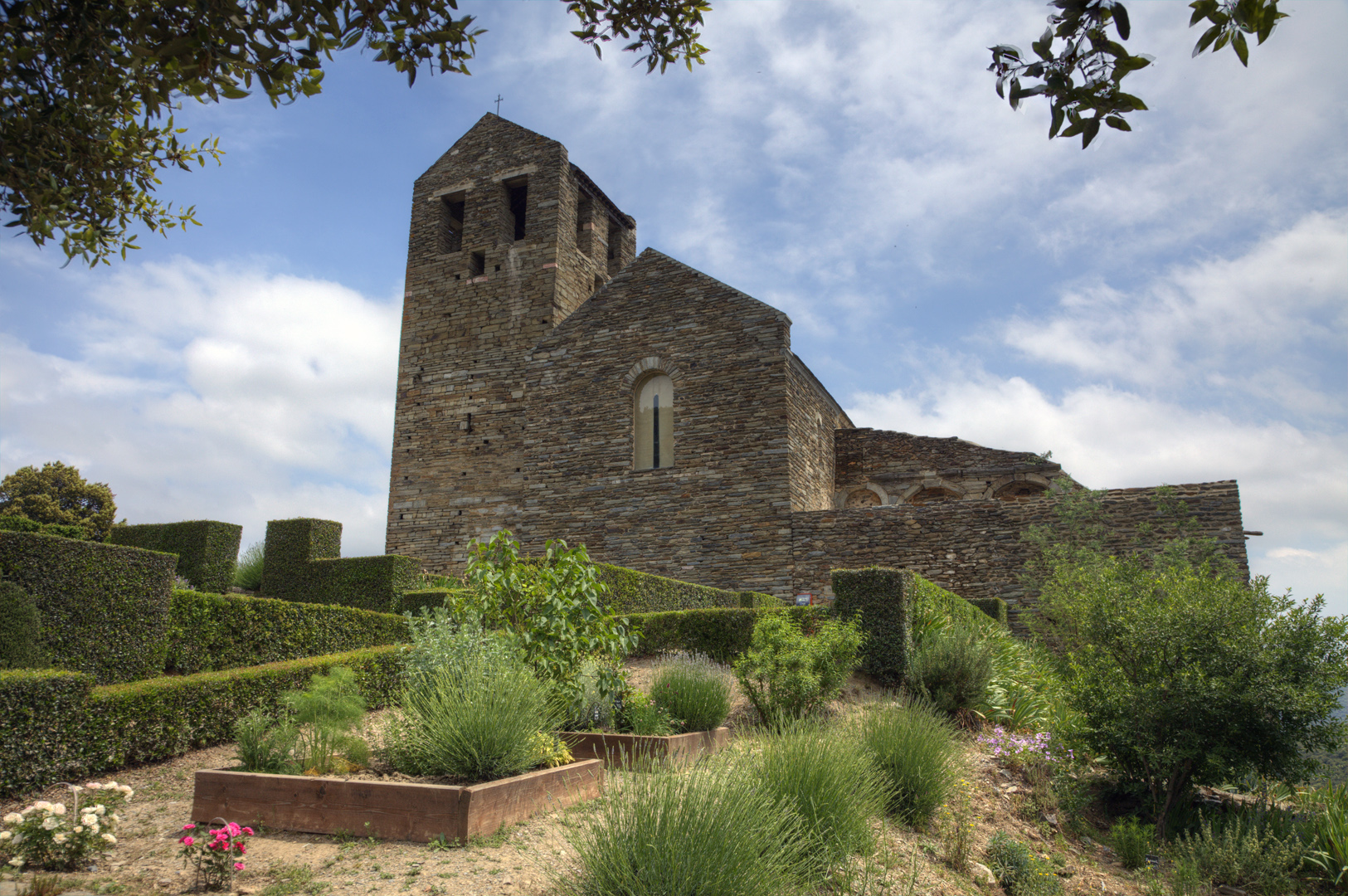
Пріорат Серрабони
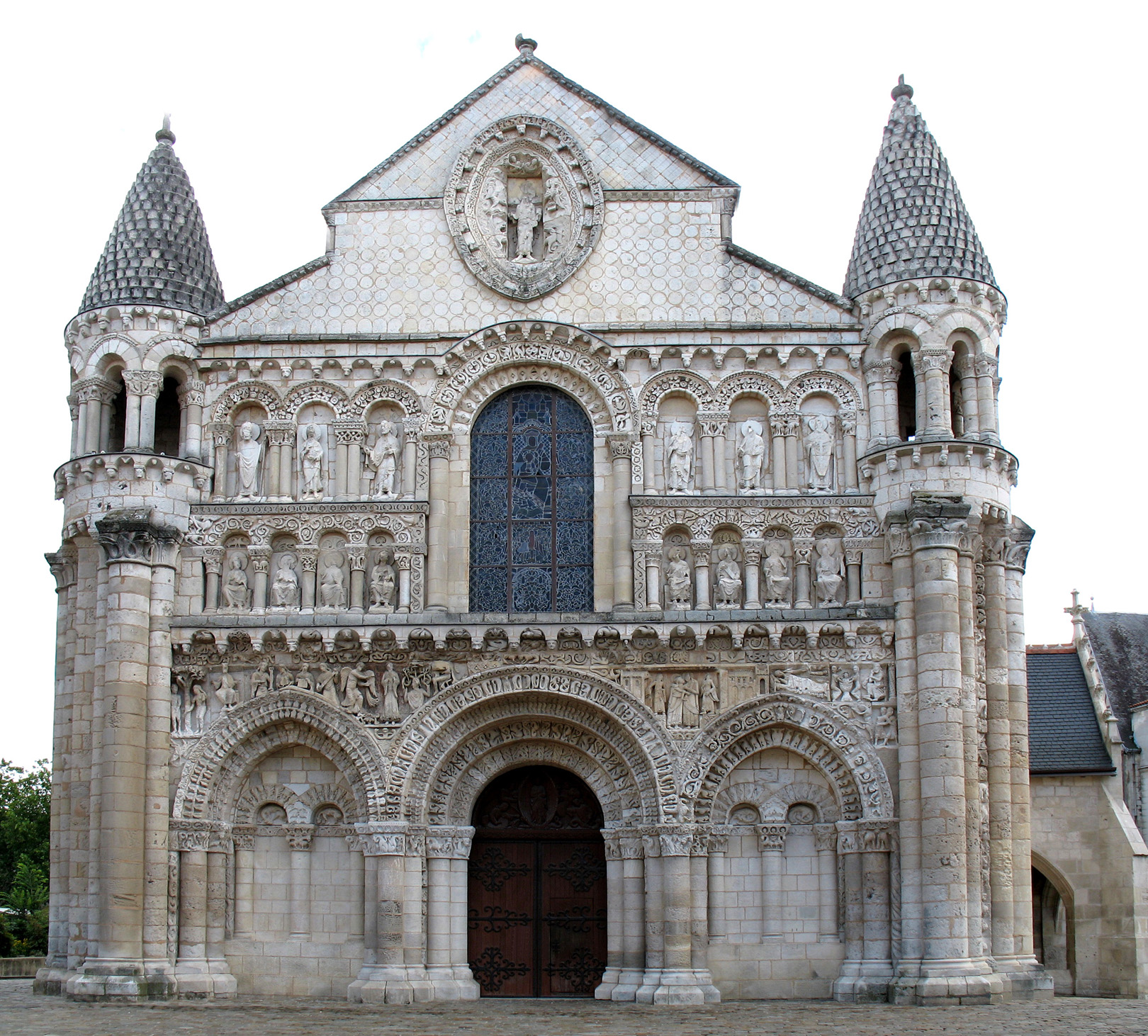
Церква Нотр-Дам-ля-Гранд
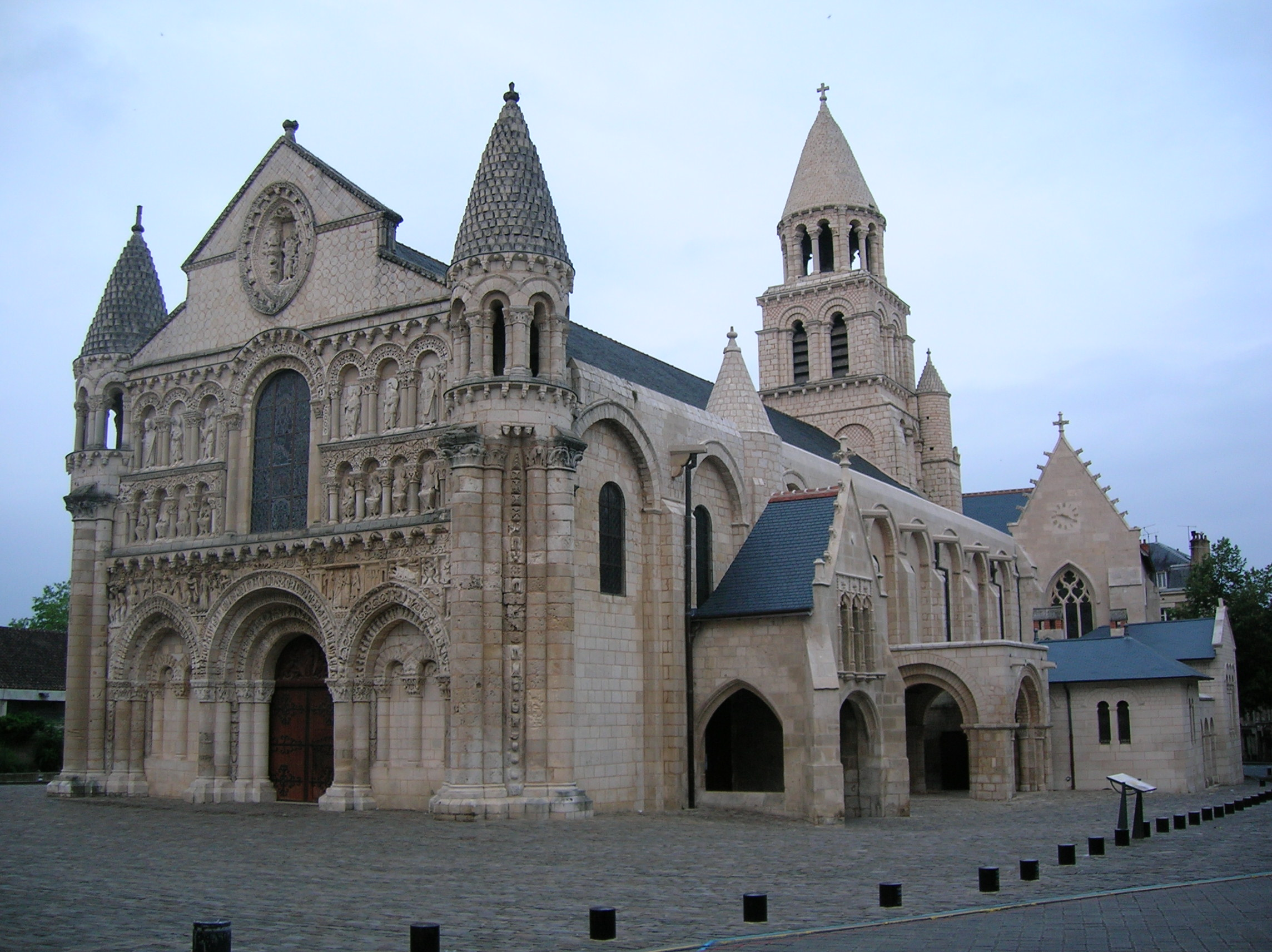
Церква Нотр-Дам-ля-Гранд. Південно-Західна сторона

#### Готичний стиль
Готичний стиль несе легкість, красу і велич. Розвиток готичного стилю в будівництві припадав на період зміцнення королівської влади і розвитку міст. Одним із прекрасних архітектурних пам'ятників Франції є собор у Реймсі, де коронували французьких королів. Він будувався з 1212 р. по 1311 р. і належав 
|  | "до сім'ї соборів високих, повітряних, гостроконечних за формою, сміливих за малюнком" |

До перлин готичного стилю можна віднести Собор Паризької Богоматері та Собор в Шартрі. Окремою сторінкою є Культура епохи Відродження.

Готичний стиль
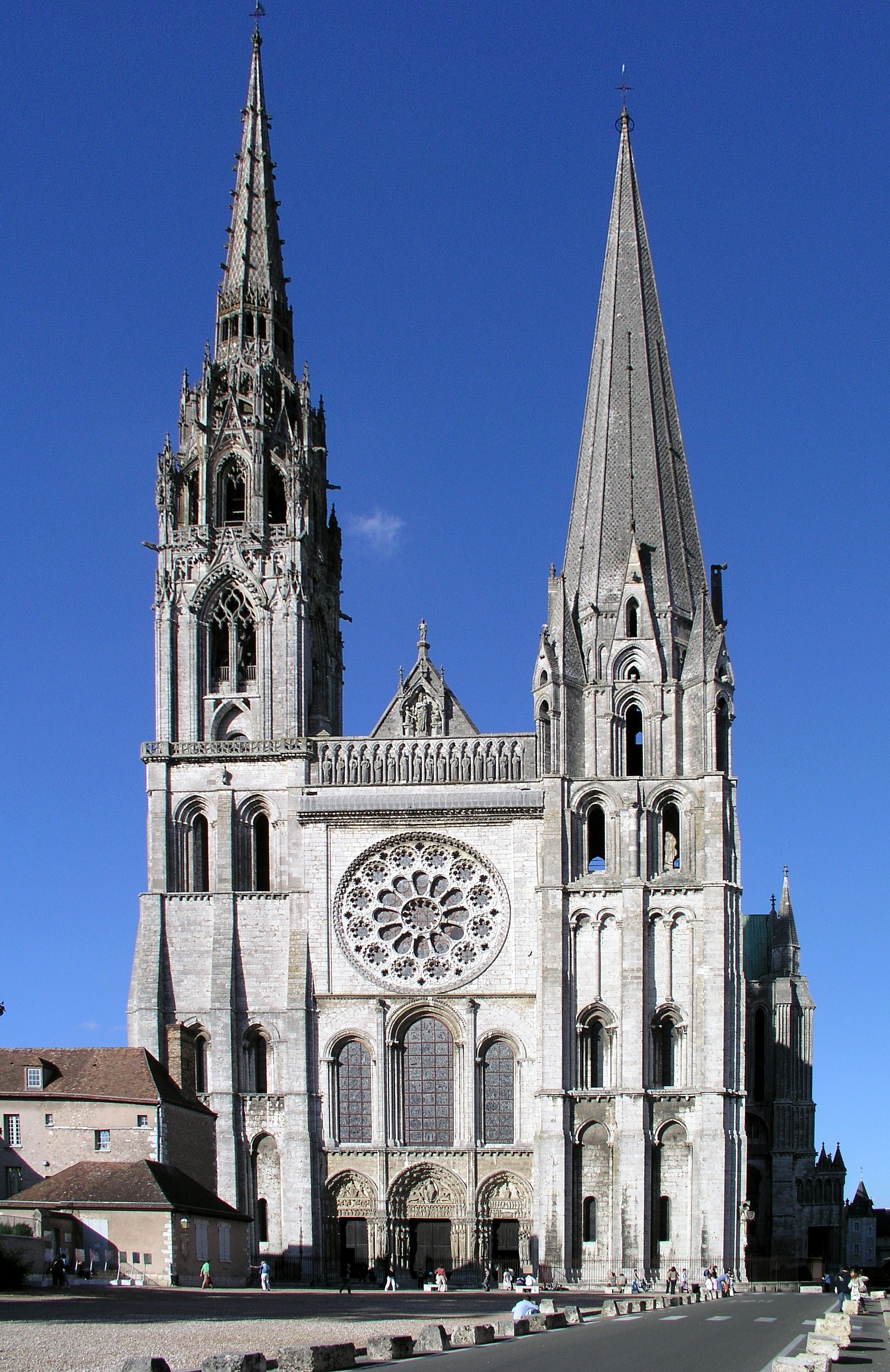
Собор в Шартрі
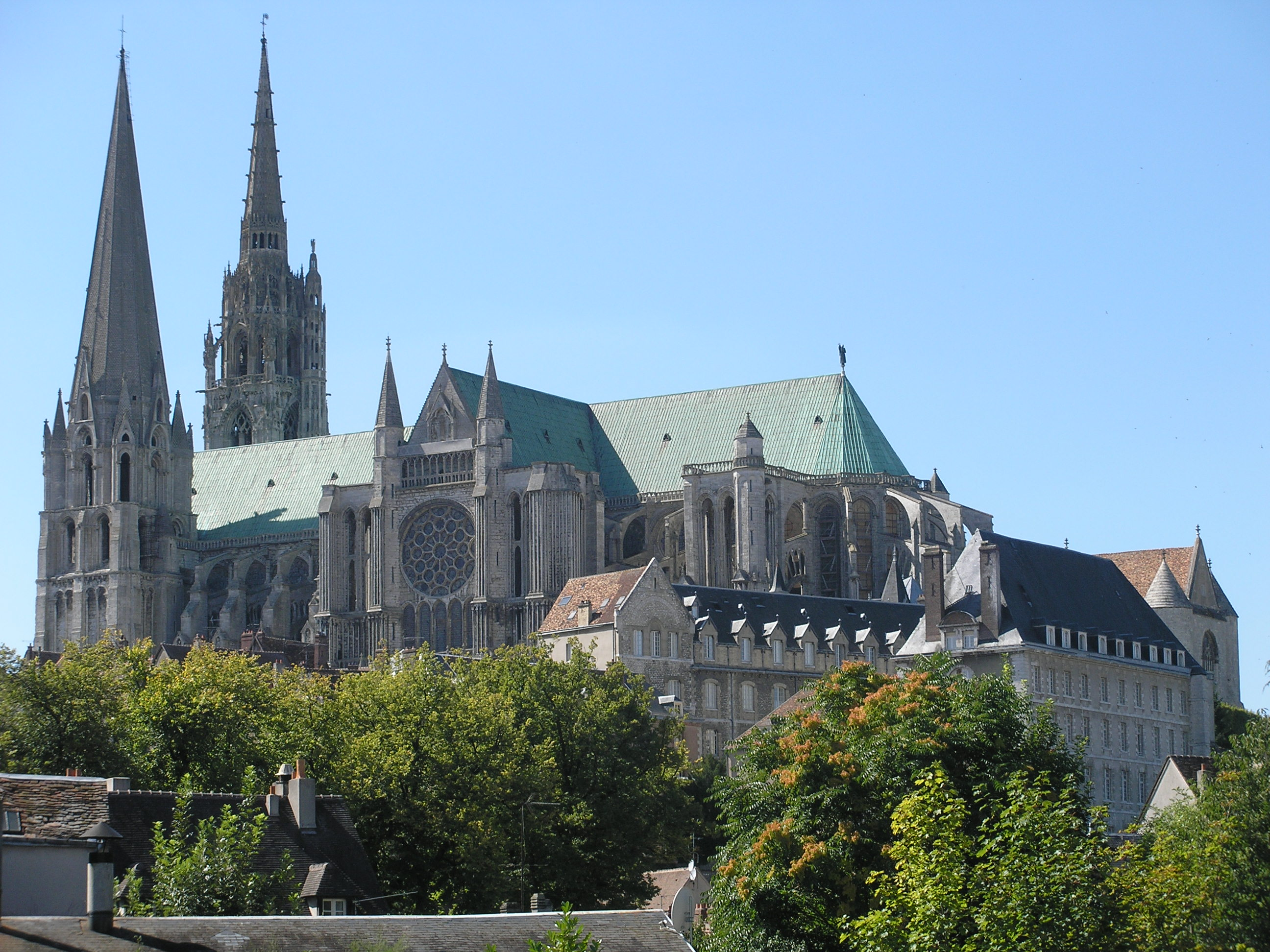
Собор в Шартрі. Південна сторона
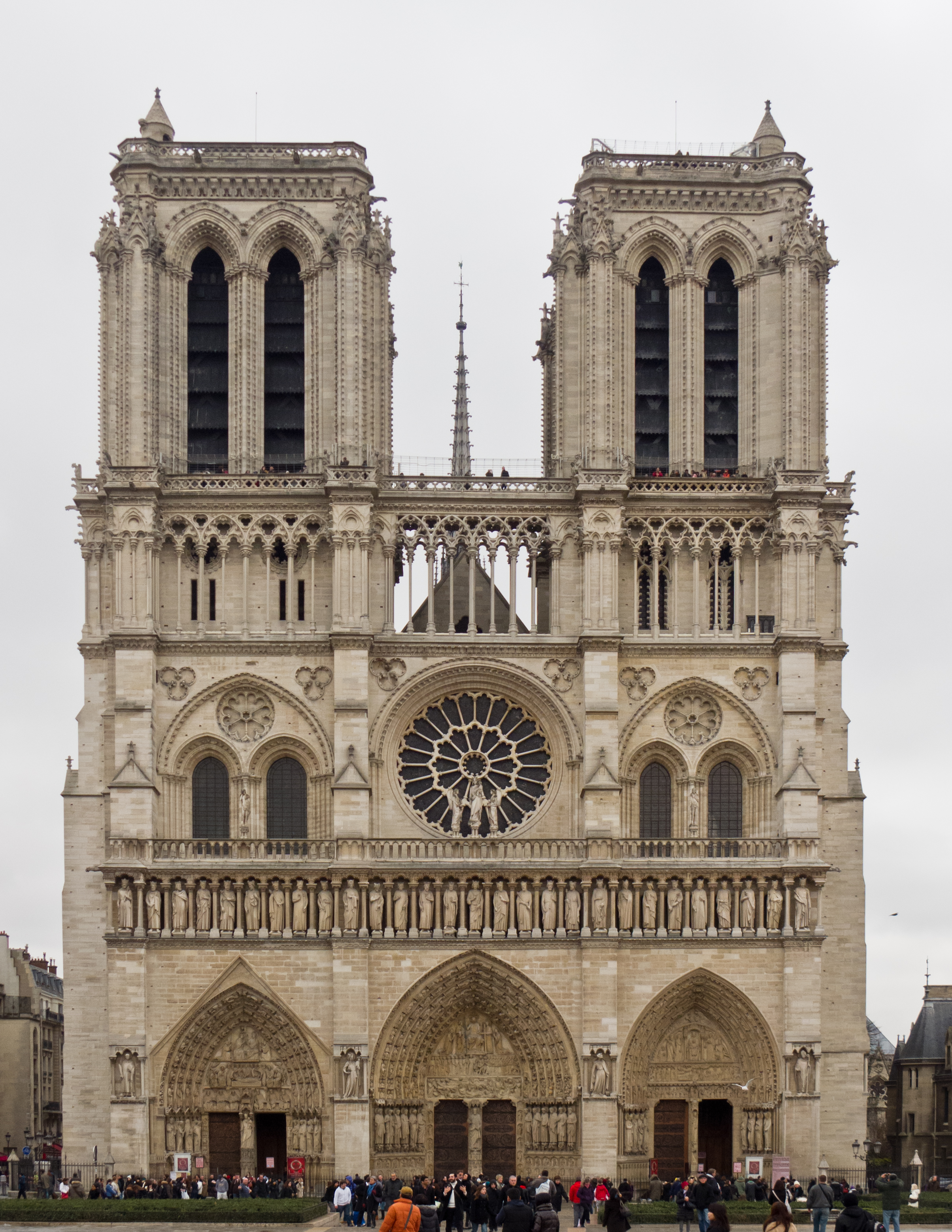
Собор Паризької Богоматері
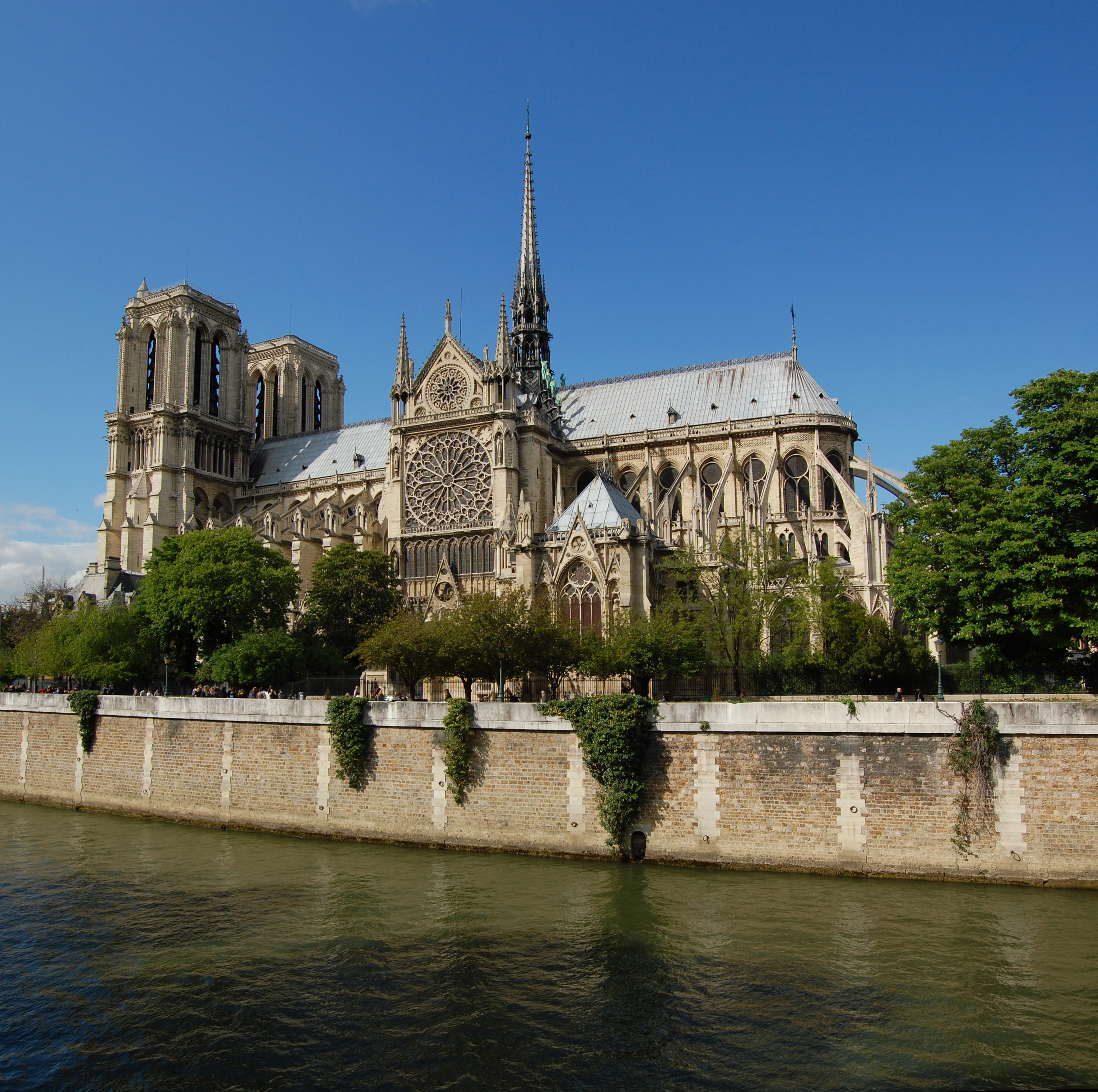
Собор Паризької Богоматері. Південна сторона
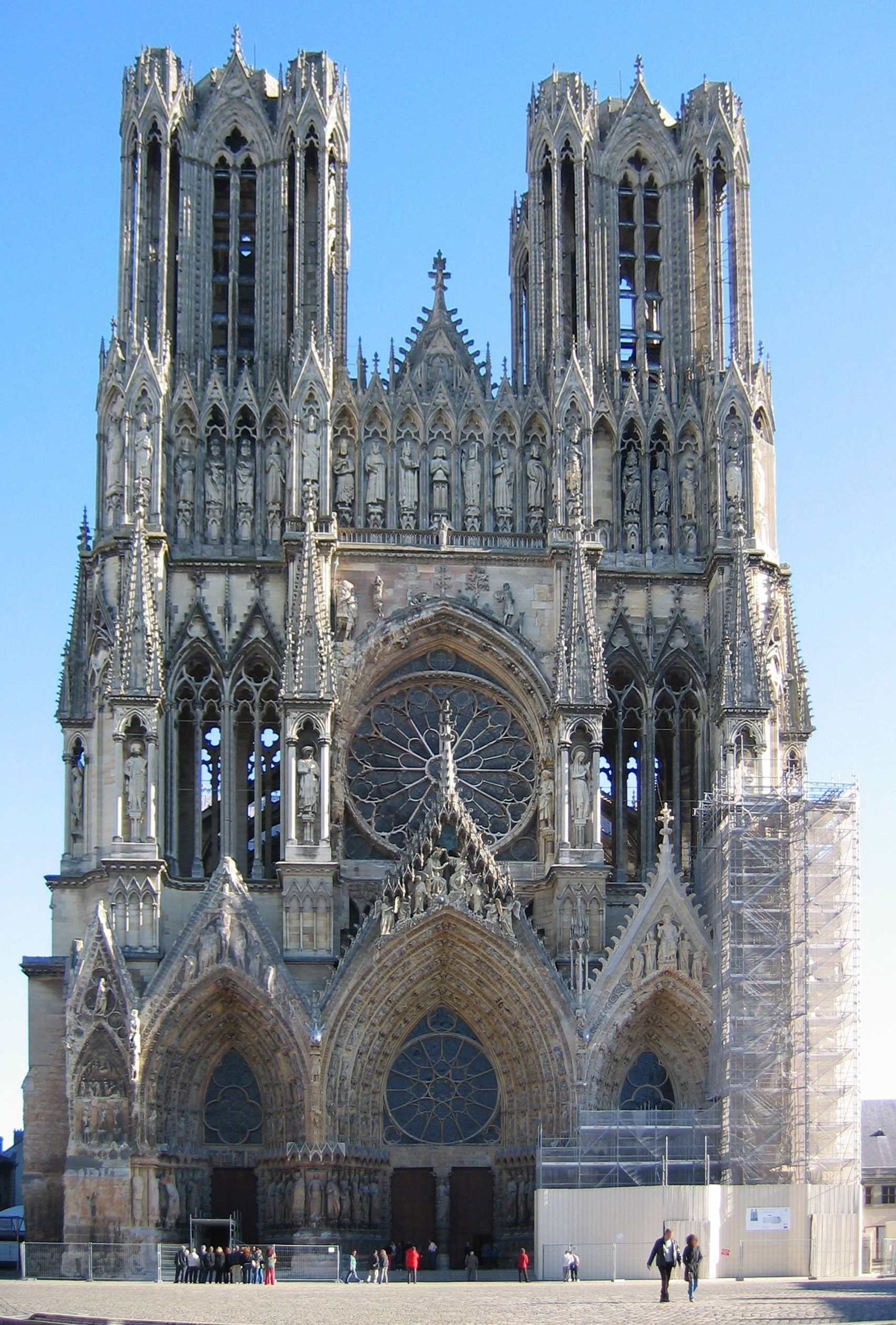
Собор в Реймсі